# روبرت رودس جيمس
روبرت رودس جيمس (بالإنجليزية: Robert Rhodes James)‏ هو كاتب سير ومؤرخ وسياسي بريطاني، ولد في 10 أبريل 1933، وتوفي في 20 مايو 1999. حزبياً، نشط في حزب المحافظين.

## مناصب
- في الانتخابات الفرعية في مجلس العموم البريطاني [الإنجليزية]‏، انتخب عضو البرلمان السابع والأربعون للمملكة المتحدة عن دائرة كيمبريدج خلال فترته النيابية ‏ (2 ديسمبر 1976 – 7 أبريل 1979).
- في الانتخابات العامة للمملكة المتحدة 1979 [الإنجليزية]‏، انتخب عضو البرلمان الثامن والأربعون للمملكة المتحدة عن دائرة كيمبريدج خلال فترته النيابية ‏ (3 مايو 1979 – 13 مايو 1983).
- في الانتخابات العمومية للمملكة المتحدة 1983 [الإنجليزية]‏، انتخب عضو البرلمان التاسع والأربعون للمملكة المتحدة عن دائرة كيمبريدج خلال فترته النيابية ‏ (9 يونيو 1983 – 18 مايو 1987).
- في الانتخابات العمومية للمملكة المتحدة 1987 [الإنجليزية]‏، انتخب عضو البرلمان الخمسون للمملكة المتحدة عن دائرة كيمبريدج خلال فترته النيابية ‏ (11 يونيو 1987 – 16 مارس 1992).